# Claude Ulysse Lefebvre
Pour les articles homonymes, voir Lefebvre.
Claude Ulysse Lefebvre, né en 1929 à Montréal et mort le 19 janvier 2016 dans la même ville, est un avocat, homme d'affaires et homme politique canadien, maire de la ville de Laval de 1981 à 1989.

## Biographie
Fondateur et chef du Parti du ralliement officiel (PRO) des Lavallois, Claude Lefebvre est élu maire de Laval au Québec en novembre 1981 en battant le maire sortant Lucien Paiement en poste depuis huit ans.
En 1984, Lefebvre conclut un accord de jumelage avec la ville homonyme de Laval, dans le département de la Mayenne en France.
Réélu en novembre 1985 pour un second mandat de quatre ans, il ne se représente pas en 1989.